# Carlo Sellitto
Carlo Sellitto de son vrai nom Carlo Infantino (né à Montemurro (Basilicate) en 1581, mort le 1er octobre 1614 à Naples) est un peintre italien de la période baroque, actif principalement en Basilicate au XVIIe siècle.

## Biographie
Fils d'un peintre et doreur, il a été brièvement apprenti auprès du peintre piémontais Giovanni Antonio Ardito (fin du XVIe siècle, début du XVIIe siècle) avant de passer (vers  1591) par l'atelier du peintre flamand Louis Croys.
Carlo Sellitto est l'un des disciples les plus doués du Caravage (1571 - 1610) et a joué un rôle important dans la propagation du Caravagisme à Naples, ainsi que dans le passage du maniérisme à un plus grand naturalisme
En 1608, à l'âge de 27 ans, il quitte Croys et met en place son propre atelier dans la Via Donnalbina, attirant à lui des artistes comme Filippo Napoletano, Giovan Mattea Arciero et Francesco Abbenante (première décennie du XVIIe siècle).
Le talent de portraitiste de Sellitto lui a procuré les commandes de la cour et de l'aristocratie, malheureusement aucun de ces travaux n'a été identifié.
Il est mort prématurément, seulement six ans après le début de son travail comme peintre indépendant.

## Œuvres
- L'Apôtre Pierre sauvé de la noyade (église Santa Maria de Monteoliveto).
- San Carlo Borromeo (Saint Charles Borromée) (musée de Capodimonte).
- Adorazione dei Pastori (L'Adoration des bergers) (église Santa Maria del Popolo, Naples).
- Santa Cecilia (Sainte Cécile), 1613, huile sur toile, 260 × 185 cm, (Musée Capodimonte de Naples)[1]
- Bacco (Bacchus) (Städelsches Kunstinstitut de Francfort).
- Davide con la testa di Golia (David avec la tête de Goliath) (Rhodésie, collection privée).
- Santa Lucia (Sainte Lucie), (musée régional de Messine).
- Visione di Santa Candida (La Vision de Sainte Candide) (église Sant'Angelo à Nilo).
- Cristo crocifisso (La Crucifixion du Christ) (église Santa Maria in Cosmedin de Naples).
- Sant'Antonio da Padova (Saint Antoine de Padoue) (basilique dell'Incoronata Madre del Buon Consiglio).
- Madonna del Suffragio (église San Luigi Gonzaga ad Aliano), Basilicate.
- Saint Jean Baptiste.
- Cristo lava i piedi agli Apostoli (Le Christ lavant les pieds des apôtres).
- Ritratto di dama come Santa Cecilia (Portrait d'une dame en Sainte Cécile).

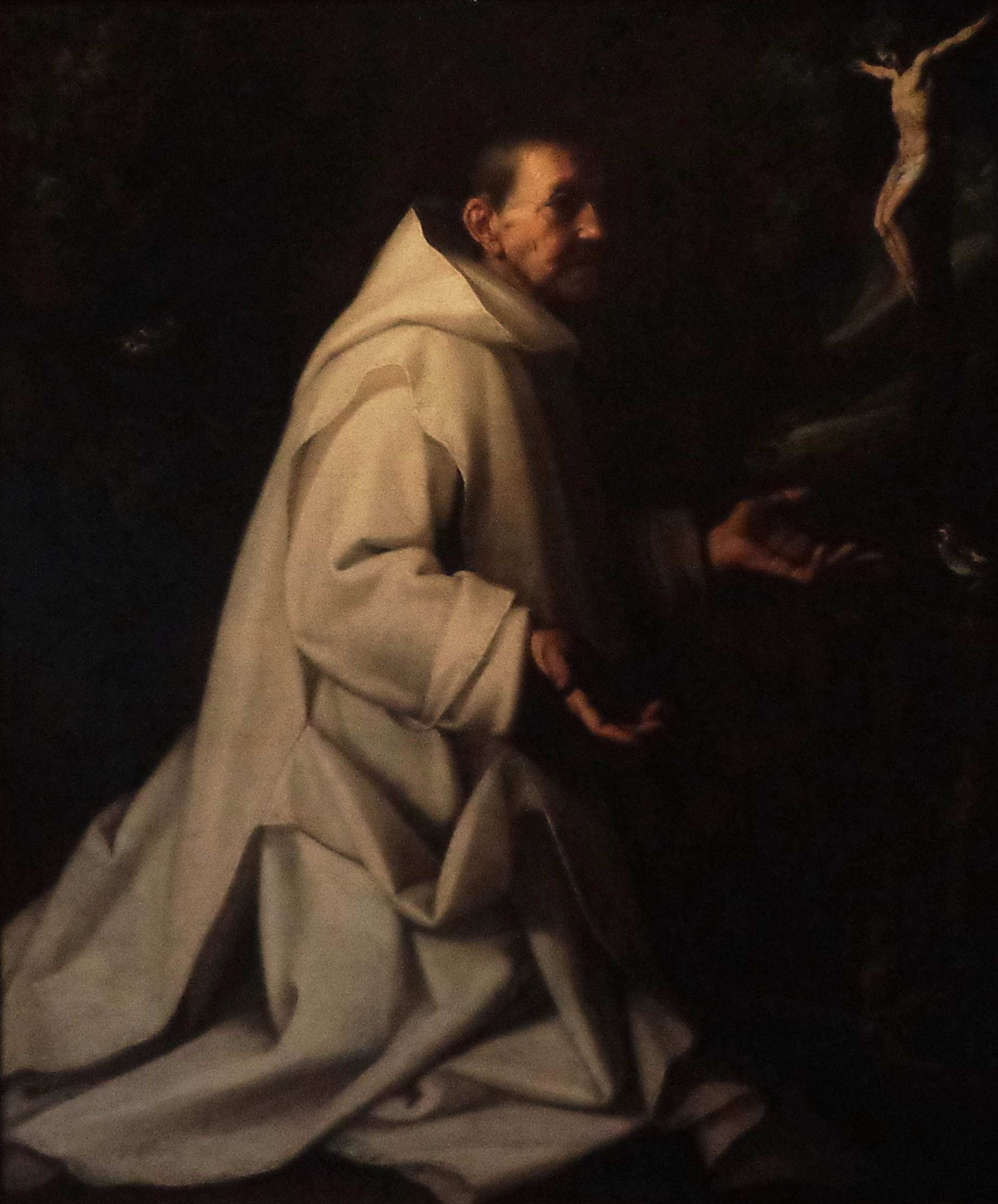
Saint Bruno
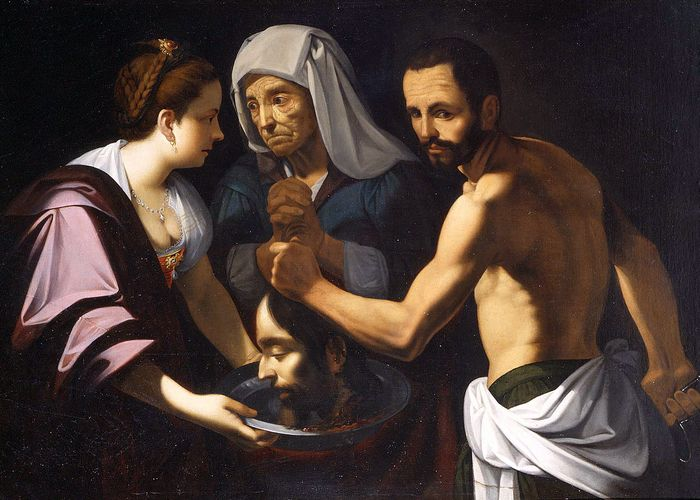
Salomé reçoit la tête de Jean-Baptiste Studio Crinelli, Rome
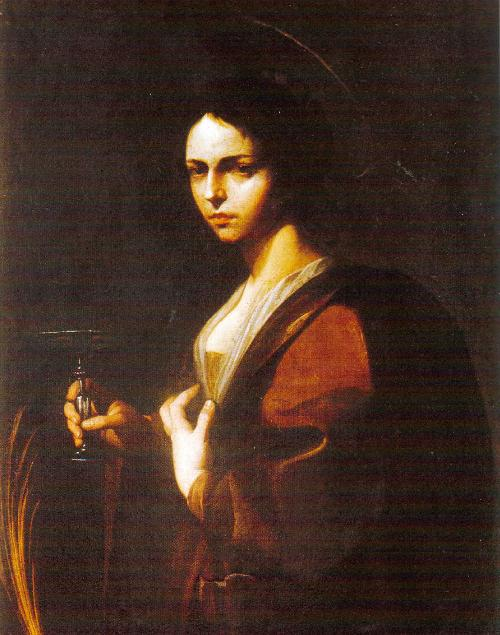
Sainte Lucie Messine
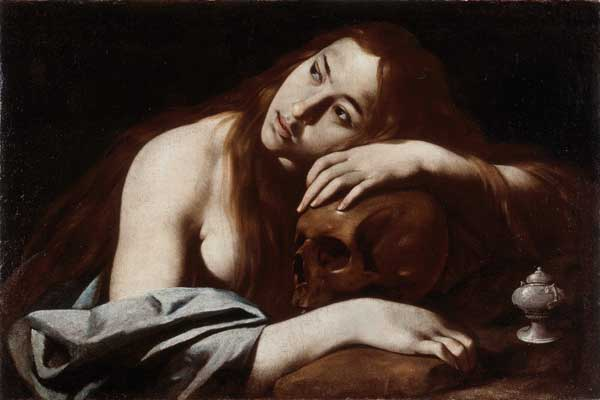
Madeleine pénitente, v. 1630 Musée Capodimonte

## Sources
- (it) Cet article est partiellement ou en totalité issu de l’article de Wikipédia en italien intitulé « Carlo Sellitto » (voir la liste des auteurs).